# Helen Rogers Reid
Pour les articles homonymes, voir Reid.
Helen Miles Rogers Reid (23 novembre 1882 - 27 juillet 1970) est une éditrice de presse américaine. Elle est présidente du New York Herald Tribune.

## Biographie
Helen Miles Rogers naît à Appleton dans le Wisconsin en 1882, fille du négociant Benjamin Talbot Rogers et de son épouse Sarah Louise née Johnson. Elle était la benjamine d'une fratrie de onze enfants.
Elle fait ses études universitaires au Barnard College dont elle est diplômée en 1903 (AB). Elle devient secrétaire d'Elisabeth Mills Reid, l'épouse de Whitelaw Reid, ambassadeur des États-Unis au Royaume-Uni et en France et candidat républicain à la vice-présidence en 1892,. Elle travaille pour Elisabeth Reid pendant huit ans, au Royaume-Uni et aux États-Unis. Elle épouse Ogden Mills Reid en 1911, à la chapelle du Racine College à Racine, Wisconsin,. Le couple a trois enfants, Whitelaw Reid, qui est président du Herald Tribune à son tour, une fille, Elisabeth morte à 9 ans, et Ogden Reid, un diplomate.
En 1918, six ans après la mort de son beau-père, elle commence à travailler au New-York Tribune, où elle s'occupe de la publicité. Elle contribue à la fusion entre la New-York Tribune et le New York Herald. Elle prend la présidence à la mort de son mari en 1947,. Dans sa nécrologie, le New York Times la décrit ainsi :« Mrs Reid était une force non flamboyante mais puissante dans le monde de la presse et dans la vie civique et sociale de la ville. Son sens des affaires, d'abord affiché en tant que vendeuse de publicité, et son jugement éditorial, en rendant le journal attrayant pour les femmes et les lecteurs de banlieue, ont contribué à transformer The Herald Tribune en un journal moderne ». Elle est élue fellow de l'Académie américaine des arts et des sciences en 1950. Elle est présidente du conseil d'administration du Barnard College pendant neuf ans et, en 1963, elle soutient la collecte de fonds pour une résidence universitaire à Barnard, qui porte son nom. Elle est administratrice du Metropolitan Museum of Art, active au sein du New York Newspaper Women's Club, et présidente de la Fondation Reid, une organisation financée et créée par son mari pour offrir aux journalistes des bourses pour étudier et voyager à l'étranger.
Helen Rogers Reid meurt à New York le 27 juillet 1970. Le culte d'enterrement présidé par Paul Moore Jr, évêque de New York, se déroule à l'église St. Thomas, suivi d'une inhumation au cimetière Sleepy Hollow à Tarrytown.